# Орловка (Челябінська область)
Орловка (рос. Орловка) — село у Катав-Івановському районі Челябінської області Російської Федерації.
Входить до складу муніципального утворення Орловське сільське поселення. Населення становить 375 осіб (2017).

## Історія
Населений пункт розташований на історичних башкирських землях. Від 4 листопада 1926 року належить до Катав-Івановського району Челябінської області.
Згідно із законом від 9 липня 2004 року органом місцевого самоврядування є Орловське сільське поселення.

## Населення
| 2002 | 2010 | 2011 | 2012 | 2013 | 2014 | 2015 |
| ---- | ---- | ---- | ---- | ---- | ---- | ---- |
| 448  | ↘426 | ↘425 | →425 | ↗429 | ↘413 | ↘410 |
| 2016 | 2017 |      |      |      |      |      |
| ↘392 | ↘375 |      |      |      |      |      |